# 侯莫陳悦
侯莫陳 悦（こうばくちん えつ、? - 534年）は、中国の北魏末の軍人。

## 経歴
父の侯莫陳婆羅門が駝牛都尉となったため、悦は父とともに河西に赴き、そこで成長した。野猟を好み、騎射を得意とした。牧子の乱が起こると、悦は爾朱栄に帰順した。爾朱栄の下で府長流参軍となり、大都督に転じた。528年、征西将軍・金紫光禄大夫に任ぜられ、柏人県侯に封ぜられた。爾朱天光が関西を討ったとき、爾朱栄は悦を本官のまま爾朱天光の下の右廂大都督に任じた。西征で勝利を得て、功績は賀抜岳に次いだ。征西将軍のまま鄯州刺史に任ぜられた。530年、車騎大将軍・渭州刺史に任ぜられ、白水郡公に進んだ。531年、驃騎大将軍・儀同三司・秦州刺史に任ぜられた。爾朱天光が洛陽におもむき、高歓と戦うと、悦と賀抜岳は雍州におもむき、爾朱天光の弟の爾朱顕寿を捕らえて高歓に呼応した。532年、開府儀同三司・都督隴右諸軍事を加えられ、秦州刺史を兼ねた。534年、賀抜岳が霊州の曹泥を討とうと悦を召し出したところ、悦は賀抜岳を殺害した。賀抜岳の部衆の多くは恐れて悦に従った。悦は隴右にうつり、水洛城に入った。ときに宇文泰は夏州刺史となり、賀抜岳の部衆のうち平涼に集まった者たちに迎えられた。宇文泰は高平城に入り、隴右に進軍して悦を討った。南秦州刺史の李景和が宇文泰に通じて扇動したため、悦の部衆はばらばらになった。悦は霊州に逃亡しようとしたが、途中の野中にて縊死した。悦の子弟と賀抜岳の謀殺に関与した8、9人とはそろって処刑された。ただ中兵参軍の豆盧光のみが霊州に逃れ、後に晋陽の高歓を頼った。
悦は賀抜岳を殺害した後は、ほとんど心神喪失の状態で、わずかな眠りの間にも「賀抜岳が追いかけてくる」と口走っていたとされる。

## 伝記資料
- 『魏書』巻八十 列伝第六十八
- 『周書』巻十四 列伝第六
- 『北史』巻四十九 列伝第三十七